# Sushi

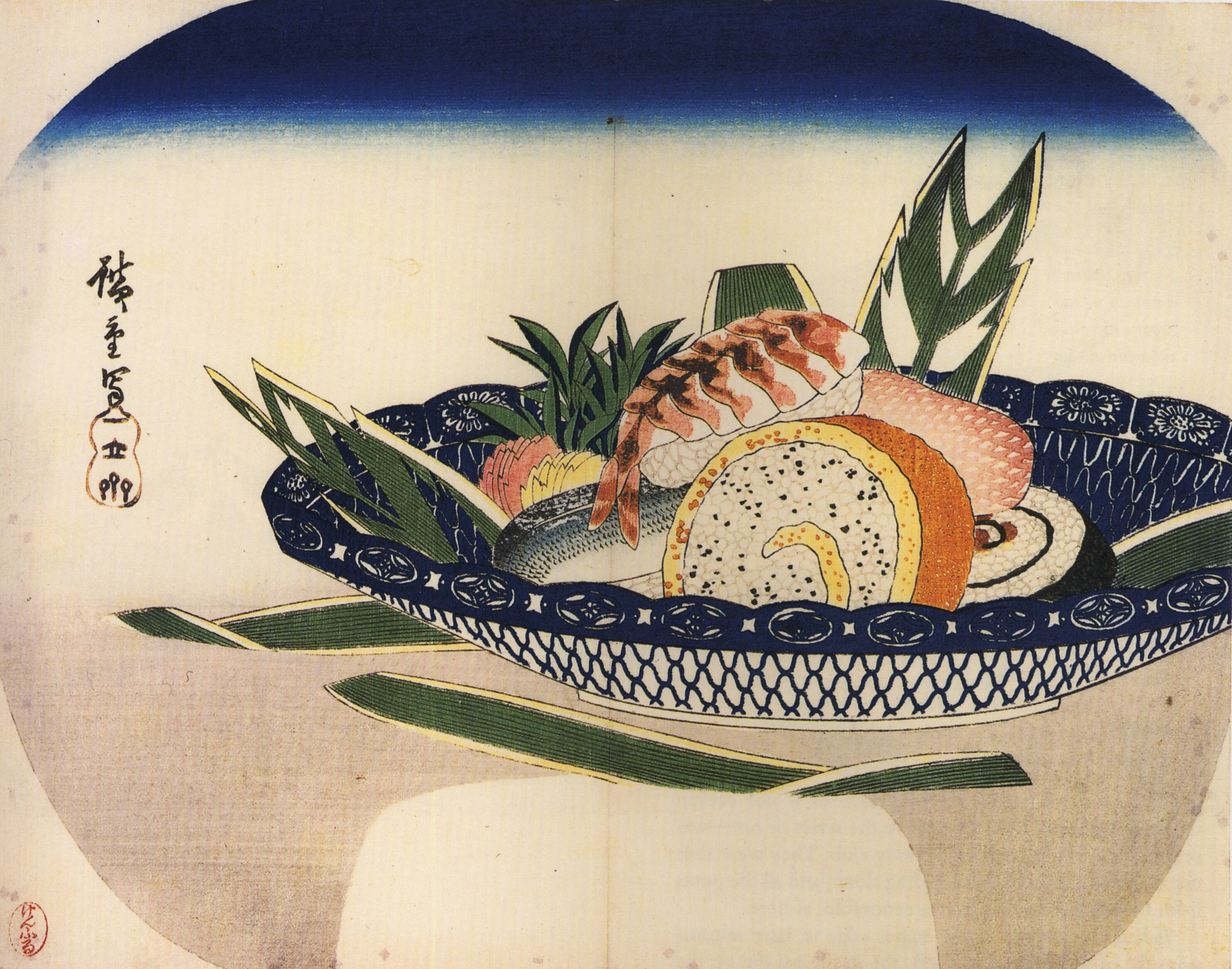
Hiroshige Andō (1797–1858), Misa sushi

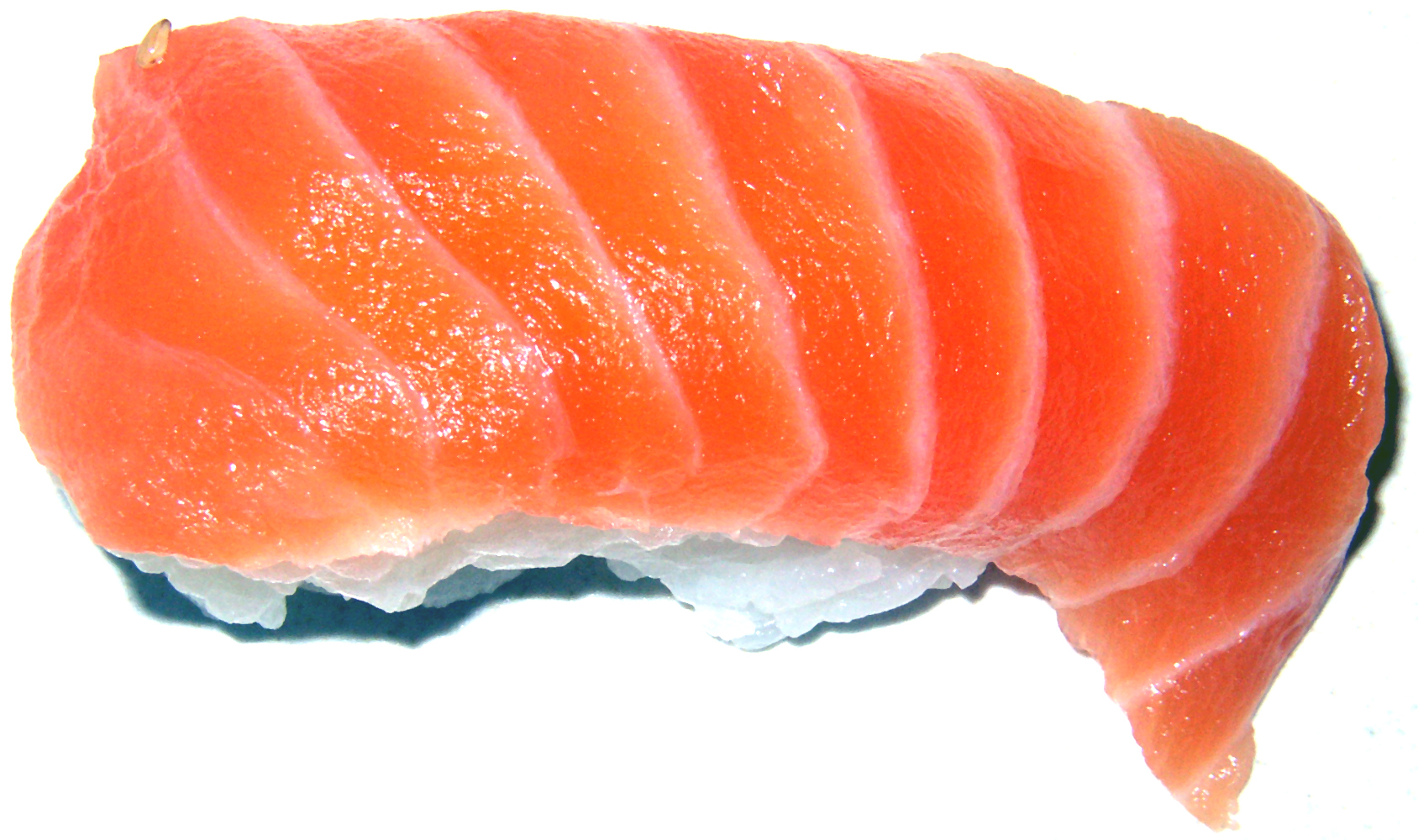
Nigiri z łososiem

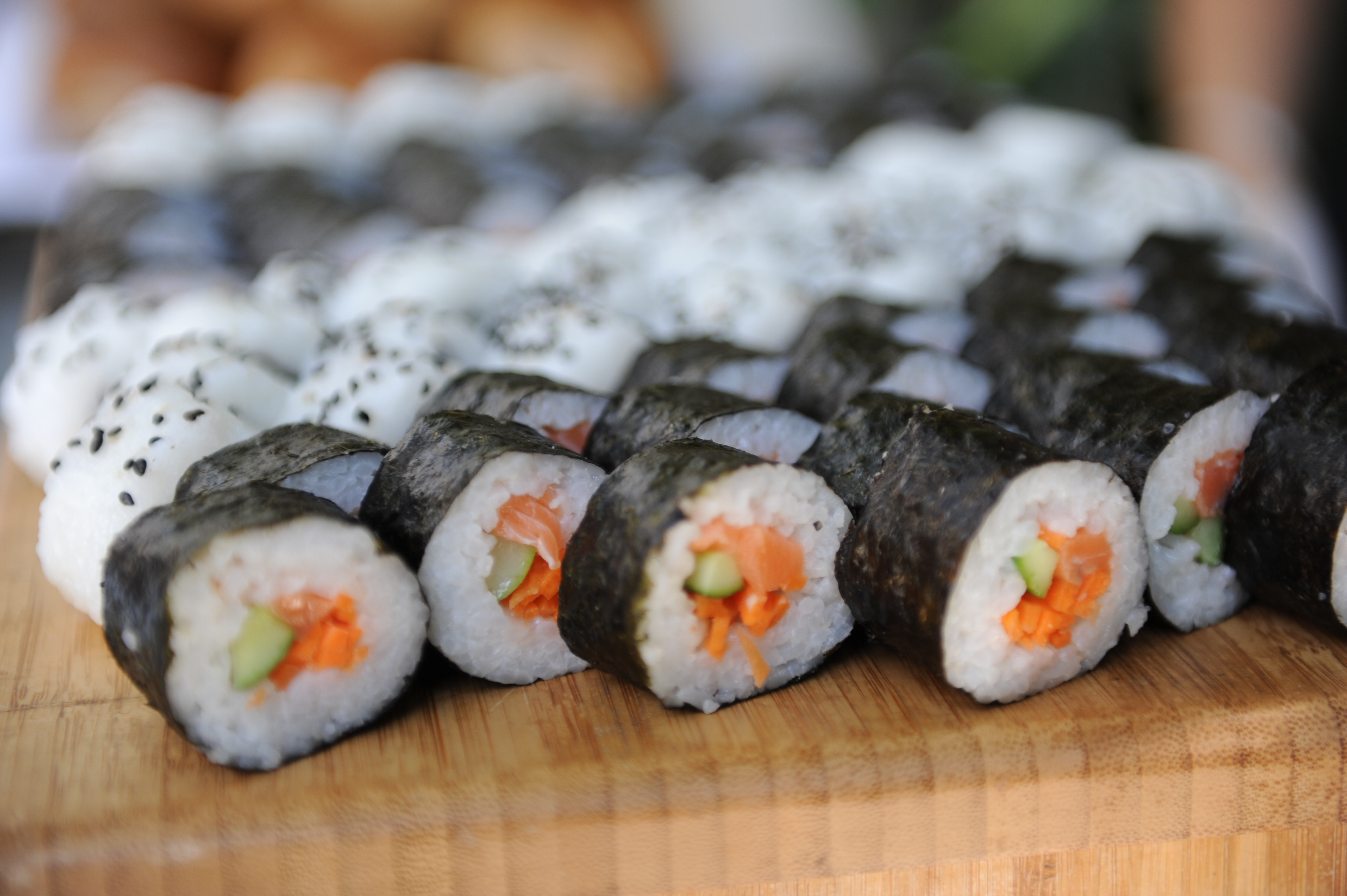
Sushi (na pierwszym planie maki-zushi)

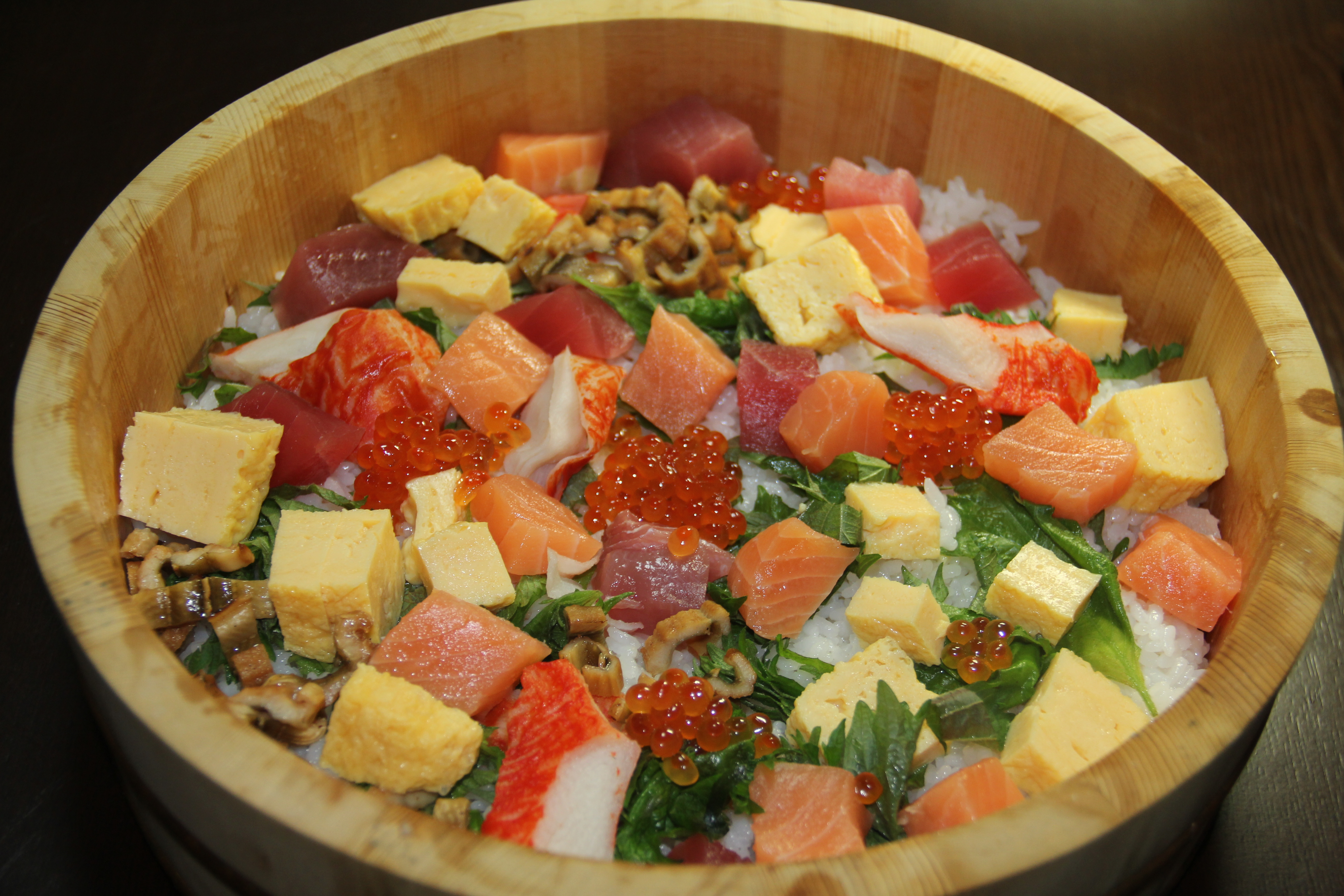
Chirashi-zushi (bara-zushi)

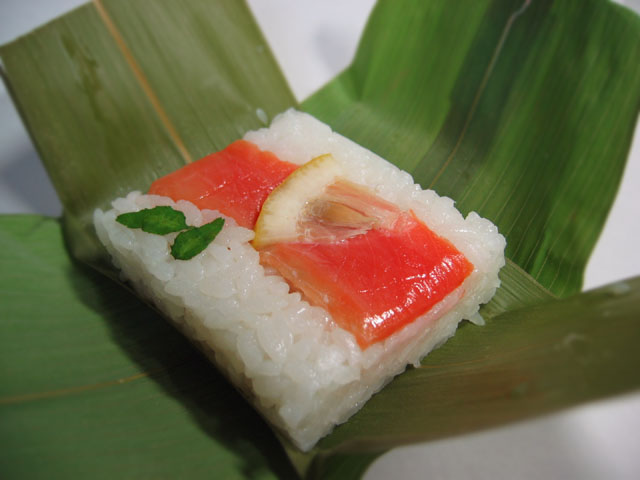
Sasa-zushi, rodzaj oshi-zushi

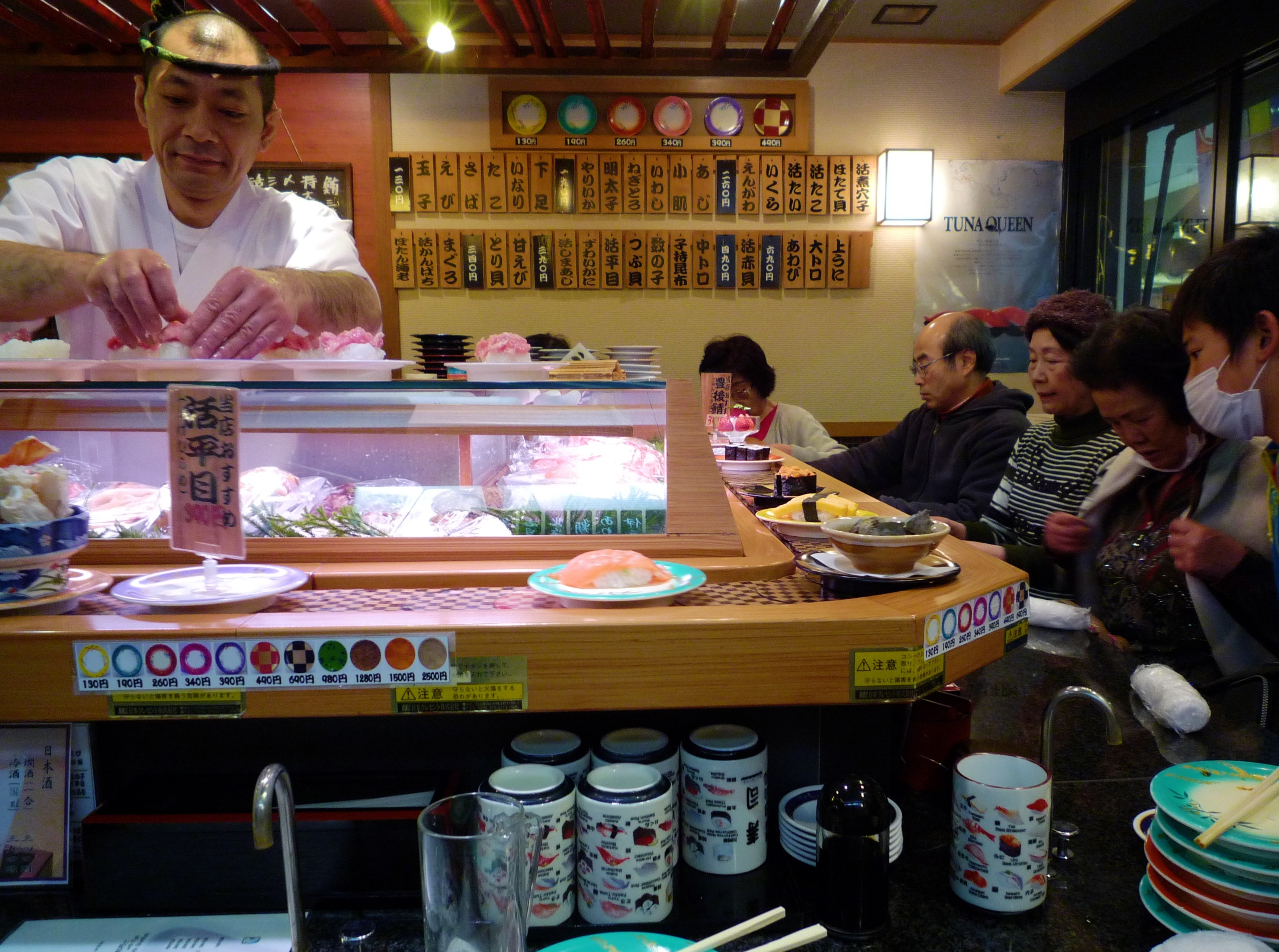
Kaiten-zushi

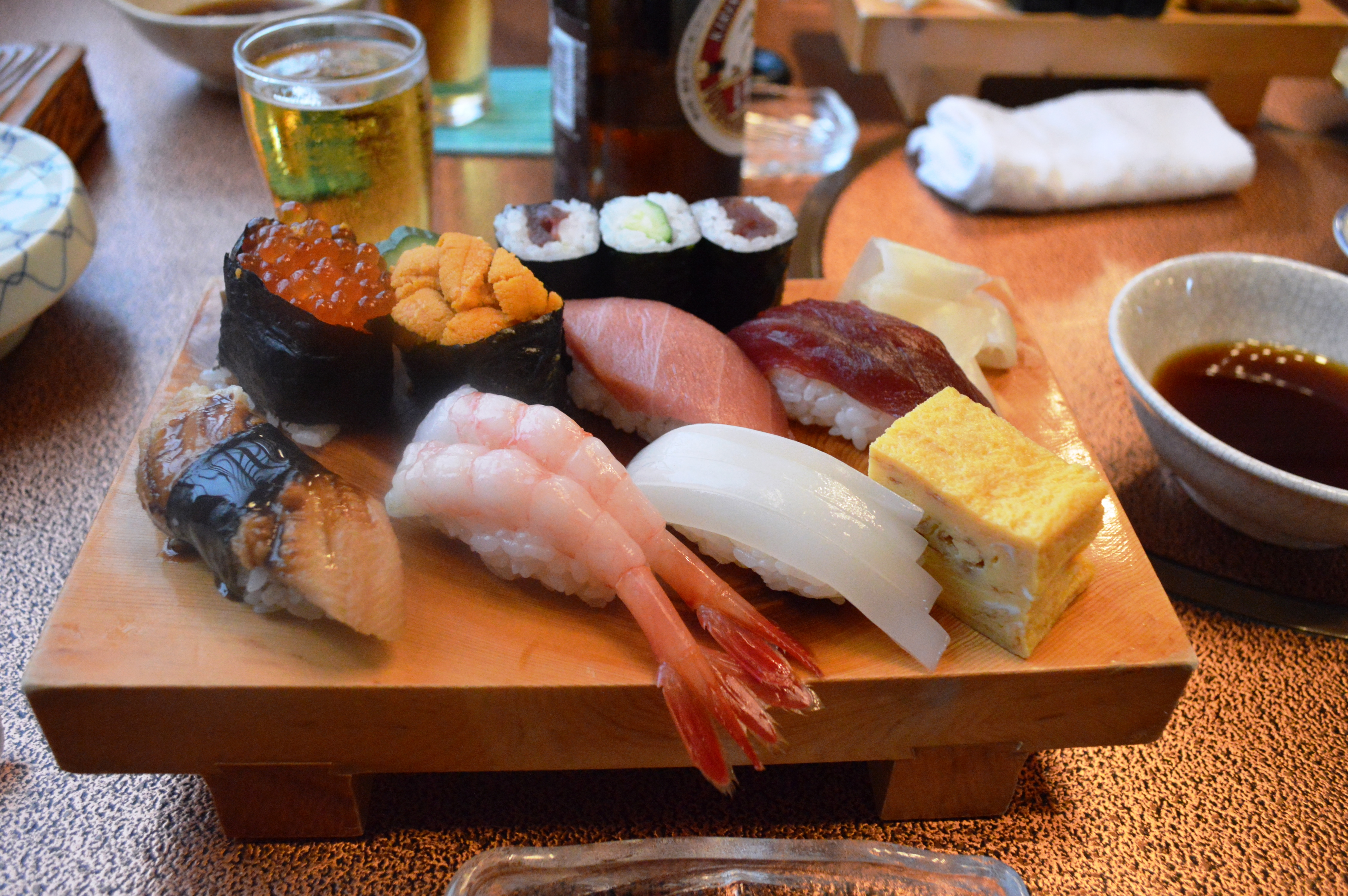
Typowy sposób serwowania sushi

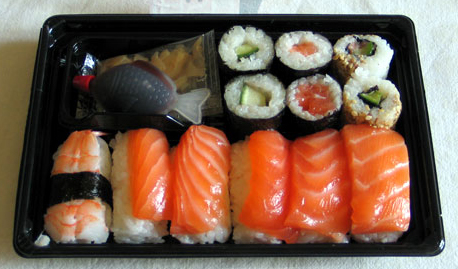
Sushi bentō

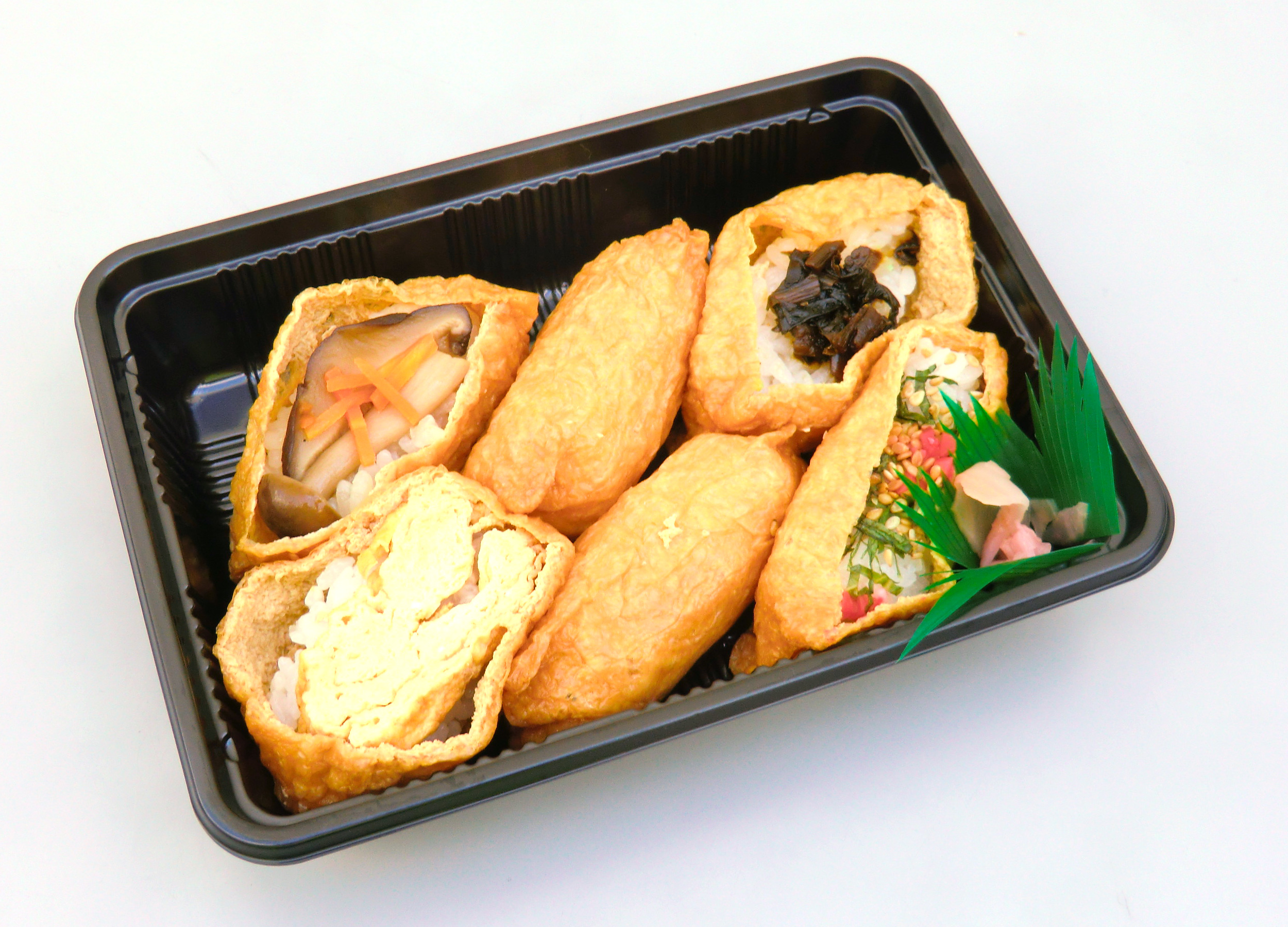
Inari-zushi

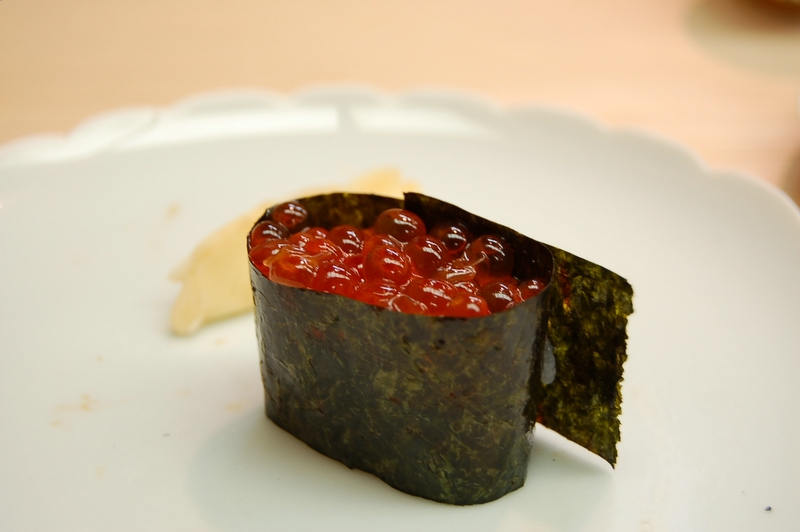
Gunkan-maki

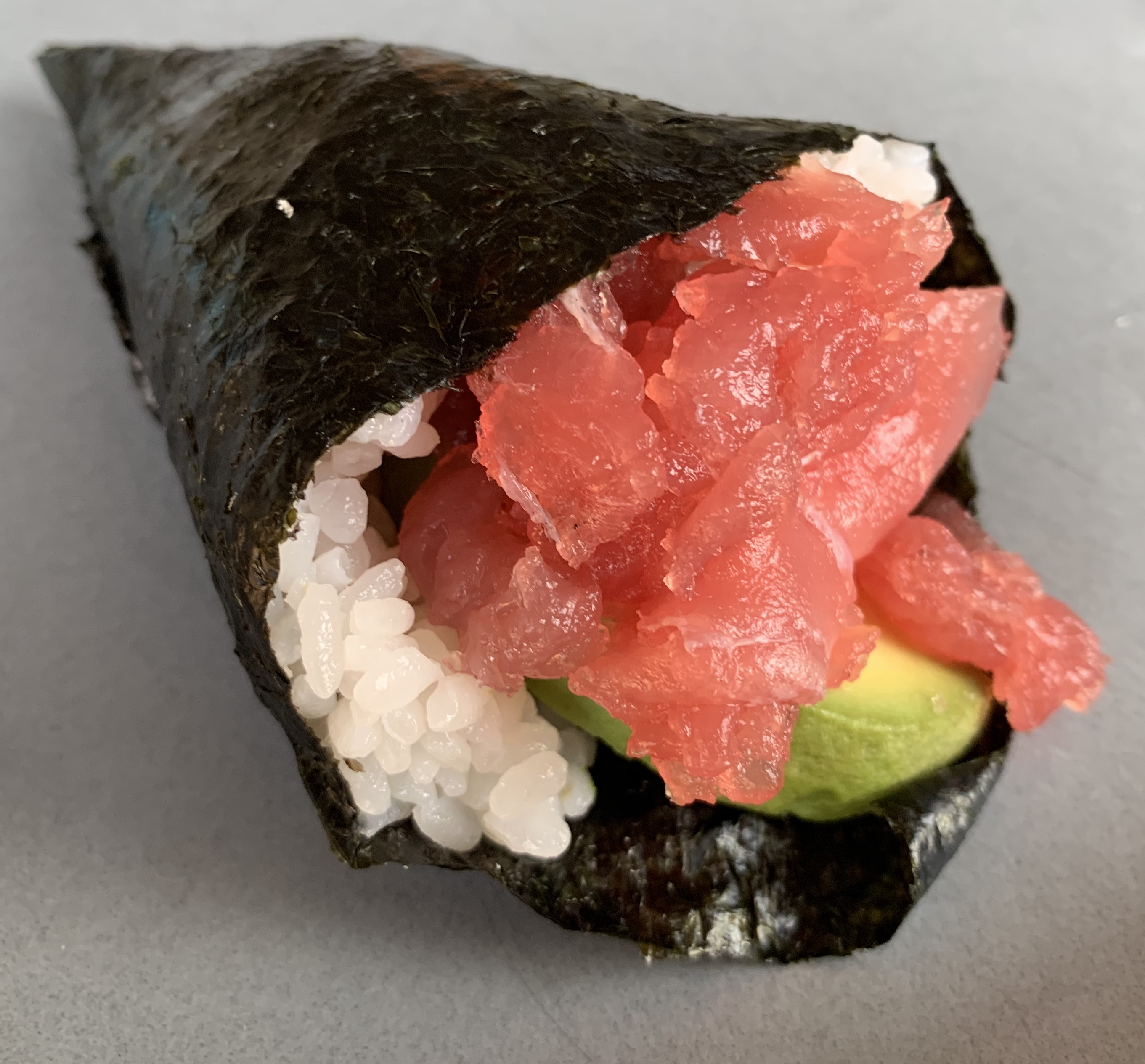
Temaki

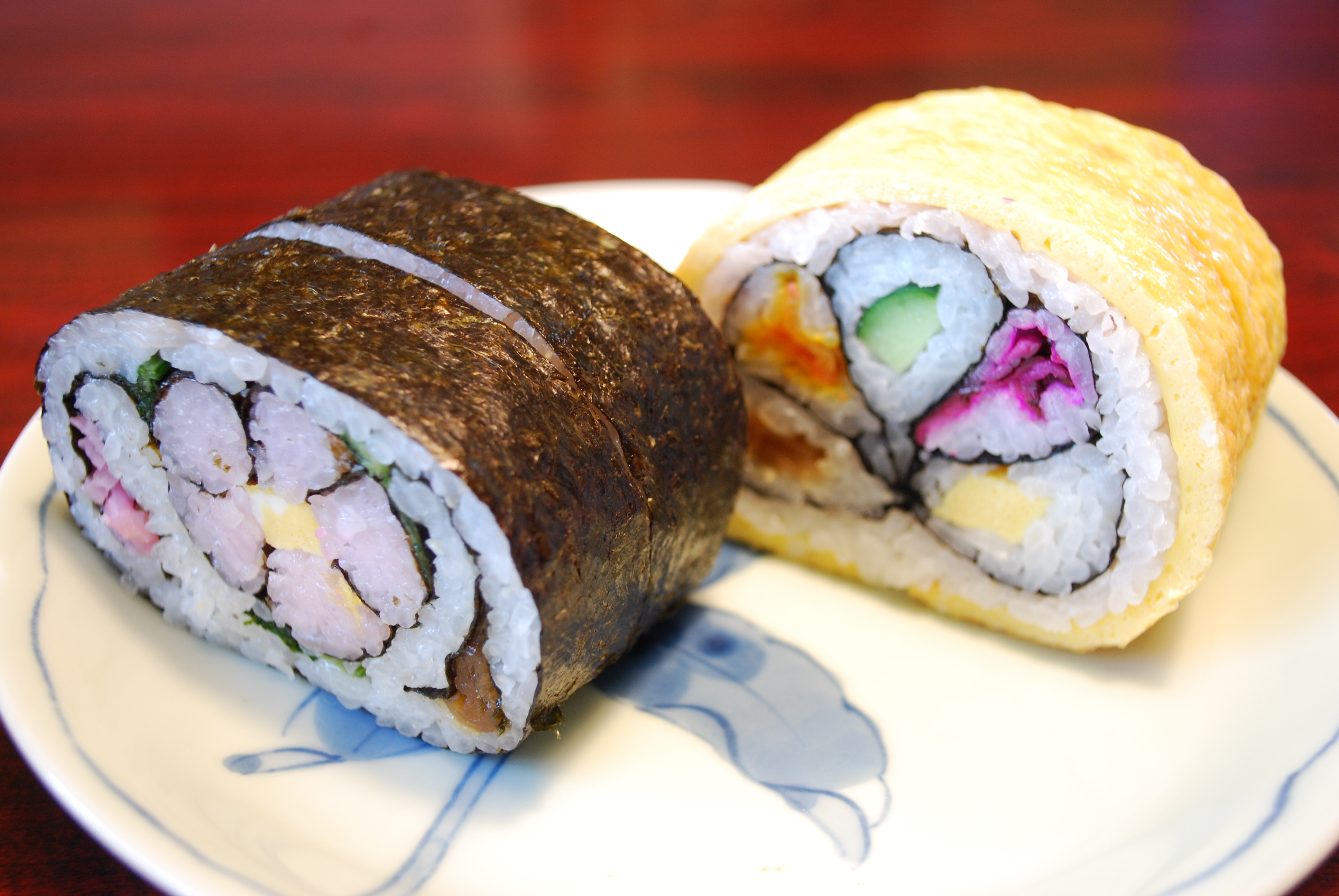
Futo-maki

Sushi (jap. 寿司, 鮨, 鮓) – potrawa japońska złożona z gotowanego ryżu zaprawionego octem ryżowym (su) oraz różnych dodatków w postaci, przeważnie surowych: owoców morza, wodorostów nori, kawałków ryb, warzyw, grzybów, a także omletu japońskiego (tamago-yaki), tofu, ziarna sezamowego (goma). Ze względu na bardzo krótki termin przydatności do spożycia, w restauracjach japońskich jest przygotowywana po dokonaniu zamówienia.

## Historia sushi
Pierwsza pisemna wzmianka o sushi w Japonii pojawiła się w 718 roku, w czasie panowania cesarzowej-władczyni Genshō, w kodeksie praw zwanym Yōrō-ritsuryō, a następnie w zbiorze około tysiąca opowiadań rodzaju setsuwa o tytule Konjaku monogatari (Opowieści z dawnych czasów), napisanych na początku XII wieku.
Miejsce powstania i droga tej potrawy od prapoczątków do dziś są różnie objaśniane, ale najczęściej przyjmuje się, że najwcześniejsze formy sushi powstały na polach ryżowych wzdłuż rzeki Mekong w Azji Południowo-Wschodniej. Tamtejsi mieszkańcy umieszczali wypatroszone i oczyszczone ryby słodkowodne w naczyniach wypełnionych gotowanym ryżem, który w wyniku fermentacji stawał się kwaśny i był wyrzucany przed spożyciem ryb. Pozwalało to na dłuższe utrzymanie świeżości ryb bez ich schładzania. Ta metoda konserwacji stała się popularna również w wielu regionach Chin i następnie dotarła stamtąd do Japonii, prawdopodobnie w okresie Yayoi (300 p.n.e. – 300 n.e.).
Z biegiem wieków koncepcja sushi została spopularyzowana wraz z rozpowszechnianiem się buddyzmu, który nakazywał powstrzymywanie się od spożywania mięsa. Uważa się, że to Japończycy zaczęli sporządzać sushi jako kompletne danie, jedząc sfermentowany ryż razem z konserwowaną rybą, częściowo surową, częściowo sfermentowaną. Ta kombinacja jest znana jako najstarsza forma tej potrawy o nazwie nare-zushi. Sushi zaczęło być znane nie jako sposób konserwowania jedzenia, ale jako prawdziwe danie. Ten nowy proces utrwalał się w okresie Muromachi (1336–1573), a w okresie Azuchi-Momoyama (1573–1603), po raz pierwszy stworzono namanari-sushi (niesfermentowane, niemarynowane w solance nare-zushi).
W 1603 roku opublikowany został portugalski słownik języka japońskiego, w którym zamieszczono pojęcie namanari-sushi. Najprawdopodobniej owo namanari poddawano procesorowi fermentacji krótszemu niż w przypadku nare-zushi i marynowano w occie ryżowym. Wciąż posiadało charakterystyczny zapach nare-zushi. Ten właśnie zapach był zapewne jednym z powodów skracania, a w efekcie pominięcia procesu fermentacji.
Powstawały regionalne odmiany. W Osace stworzono oshi-zushi, używając octu i pomijając proces fermentacji. Ryż, owoce morza (przeważnie gotowane) i inne składniki umieszcza się warstwami w drewnianej formie, pudełku, dociskając ciężarkami na wierzchu. Po pewnym czasie wyjmuje się i kroi na mniejsze kawałki wygodne do zjedzenia.
W XVIII wieku pojawił się w Japonii inny rodzaj sushi o nazwie haya-zushi. Ryż nie był już używany do fermentacji, ale marynowany w occie. Dodawano do niego ryby, warzywa, przyprawy i sosy, podobnie jak to się dzieje dzisiaj.

## Spożywanie
Tradycyjnie sushi spożywa się palcami lub pałeczkami (hashi). Do sushi podaje się sos sojowy (shōyu) do maczania, zielony japoński chrzan wasabi o intensywnym smaku oraz marynowany imbir (gari), który spożywa się (w małych ilościach) pomiędzy różnymi rodzajami potrawy dla oczyszczenia kubków smakowych. Z tego powodu odradza się także picie wody. Do sushi najczęściej zamawia się zieloną herbatę.
Zgodnie z japońskim zwyczajem, w restauracjach podaje się także gotowe zestawy potraw, w tym także sushi. Mają one różnorodne nazwy, ale powszechnie przyjęły się zestawy o nazwach: matsu („sosna” – zestaw wykwintny, drogi), take („bambus” – zestaw pośredni), ume („morela japońska” – zestaw tani)
Niektóre z dodatków podawanych w zestawie są już zawarte w potrawie. Przykładem może być chrzan wasabi, który dodawany jest z jednej strony rybnego kawałka przed owinięciem go nori lub przykryciem ryżem.
Popularną formę samoobsługowego spożywania sushi oferują restauracje z zainstalowaną, ruchomą taśmą przesuwającą się wokół lokalu (kaiten-zushi, „sushi z taśmy”), na której obsługa ustawia różnego koloru talerzyki z odmiennymi rodzajami sushi. Siedzący wokół goście wybierają według gustu „nadjeżdżające” porcje, a po zjedzeniu zanoszą talerzyki do kasy, gdzie obliczana jest według nich należność.

## Składniki sushi
Oprócz ryżu do przyrządzania sushi wykorzystuje się – oprócz tradycyjnych – coraz więcej różnorodnych składników, a globalna popularność tej potrawy owocuje kreatywnością i pomysłowością w tworzeniu nowych wersji tej potrawy. Poniżej wybrane produkty:

- aji – japońska makrela końska (Trachurus japonicus);
- anago – węgorz morski (Anaga anago, ''Conger myriaster);
- ebi – krewetki (małe kuruma-ebi, słodkie i prześwitujące ama-ebi, pulchne i poszukiwane botan-ebi);
- hotate (hotate-gai) – przegrzebek japoński (Patinopecten yessoensis);
- ika – kalmar;
- ikura – solona ikra łososia (z jęz. ros. икра – ikra);
- iwashi – sardynka, sardyna, pilchard, Sardinops melanostictus
- kanpachi – seriola olbrzymia (Seriola dumerili);
- katsuo – bonito, tuńczyk pasiasty (Katsuwonus pelamis);
- kazunoko – ikra śledzia, marynowana w soli lub suszona na słońcu;
- kyūri – ogórek (sushi z ogórkiem jest popularne i nazywane powszechnie: kappa)[e] (Cucumis sativus);
- maguro – tuńczyk pospolity, pacyficzny tuńczyk błękitnopłetwy, Thunnus thynnus;
- saba – makrela (Scomber japonicus)
- sake (shake, sāmon) – łosoś[f] (Oncorhyncus keta);
- sanma – sajra (Cololabis saira);
- sawara – makrela hiszpańska (Scomberomorus niphonius, ang. Japanese Spanish mackerel);
- shiitake – grzyb (Lentinula edodes);
- takenoko – pędy bambusa (Phyllostachys heterocycla var. pubescens);
- tako – ośmiornica (Octopus vulgaris);
- takuan – marynowana rzodkiew daikon (Raphanus sativus);
- tobiko – ikra japońskich ryb latających (Cypselurus agoo agoo);
- unagi – japoński węgorz słodkowodny (Anguilla japonica)[5][7].

## Rodzaje sushi
Istnieje wiele rodzajów sushi. Można je dzielić w różny sposób. Poniżej niektóre z nich.

### Nigiri-zushi
Nigiri-zushi (握り寿司) – formowane w dłoni, najpopularniejsza obok maki-zushi postać tej potrawy. Ryż, zwilżony octem, formuje się w owalne paluszki o wielkości łatwej do zjedzenia jednym kęsem, a następnie kładzie się na nie tej samej wielkości kawałek ryby, owoców morza, czy japońskiego omletu. Pomiędzy ryż i rybę dodaje się odrobinę zielonego chrzanu wasabi. Sushi bez wasabi jest nazywane sabinuki (bez wasabi).

### Maki-zushi
Maki-zushi (巻き寿司) – „sushi zwijane”, podawane w formie wałeczków ryżu owiniętych prasowanymi algami morskimi (nori), z wasabi, sosem sojowym i marynowanym imbirem. Powstają w wyniku ułożenia ryżu i dodatków na arkuszu nori (stąd nazywane także nori-maki) oraz jego zwinięciu razem ze składnikami. Do zawijania używa się bambusowej maty (makisu) – powstaje rulon, który kroi się na mniejsze kawałki.
Maki-zushi można podzielić ze względu na:
- rozmiar: hoso-maki (małe, wysokie, 2–3 cm), chū-maki (średnie, 3–4 cm), futo-maki (duże, płaskie, 4–6 cm, czasami podaje się w sposób dekoracyjny – z wystającą sałatą, ogórkami, tworzącymi coś na kształt korony);
- sposób podania: temaki (rożek z nori, wypełniony dodatkami), uramaki („odwrócone”, „odwrotne” sushi: dodatki i nori wewnątrz, ryż tworzy warstwę zewnętrzną).

### Chirashi-zushi
Chirashi-zushi (散らし寿司) – „sushi rozsypane, rozrzucone”, podane w miseczce z ryżem i ułożonymi na nim kawałkami np.: cienkiego omletu, grzybów shiitake, korzeni lotosu, krewetek, ryb, krabów, warzyw, tofu. W zależności od regionu i tradycji mają one różne nazwy np. bara-zushi lub bara-chirashi. Regułą jest jednak podkład z ryżu nawilżonego octem (czasem sake) i nałożonych „luźno” dodatków.

### Oshi-zushi
Oshi-zushi (押し寿司) lub hako-zushi (箱寿司) – popularne w regionie Kansai, formowane w kształcie prostopadłościanu, który uzyskuje się dzięki specjalnej formie nazywanej oshi-bako, w której układa się ryż i dodatki jednego rodzaju (np. makrelę) i następnie uciska je przez pewien czas. Jest wiele rodzajów o różnych nazwach i składnikach w zależności od regionu, np.: battera (od dawny port. bateira – mała łódź) w prefekturze Osaka, gozaemon-zushi w prefekturze Tottori, kaku-zushi w prefekturze Hiroszima.

### Gunkan-maki
Gunkan-maki (軍艦巻き) – rodzaj nigiri-zushi owiniętego wokół boków przy pomocy nori tak, aby zapobiec spadaniu drobnych składników górnej warstwy, jak np.: kawioru z łososia (ikura), kawioru z ryb latających (tobiko), siekanych krewetek.

### Temaki-zushi
Temaki-zushi (手巻き寿司) – może być także tworzone, w domowym zakresie, przez osoby spożywające: na stół podaje się tacę z przygotowanymi składnikami, z których każdy biesiadnik sam komponuje swoje sushi. Przed zwinięciem nori w kształt rożka układa się na nim: ryż, wąsko pokrojone kawałki ryb lub owoców morza, warzyw, japońskiego omletu (tamago-yaki), grzybów. Ryż można posypać ziarnem sezamowym, a nori zastąpić liściem zielonej sałaty.

### Inari-zushi
Inari-zushi (稲荷寿司) – sushi w smażonym tofu. Cienko pokrojone, smażone tofu obgotowane na wolnym ogniu w osłodzonym sosie sojowym, wypełnione ryżem. Są różne sposoby przyrządzania (także odmienne składniki) w zależności od regionu. Potrawa często przygotowywana do bentō, na pikniki i na wynos.

### Nare-zushi
Nare-zushi (熟れ寿司) – najstarsza forma sushi, a raczej sposób przechowywania ryb, a nie jedzenia ryżu. Obecnie najlepiej znana jako funa-zushi oferowana w okolicach jeziora Biwa i Kioto. Funa (nigoro-buna, Carassius auratus grandoculis) jest endemiczną rybą z rodziny karpiowatych, odławianą w tym jeziorze. Po wypatroszeniu przechowywana wpierw w soli, a następnie przez wiele miesięcy w ugotowanym ryżu, który jest wyrzucany po zakończeniu procesu fermentacji.

## Sushi w stylu zachodnim
Począwszy od restauracji Meiji w 1868 roku japońscy imigranci zaczęli przybywać do obu Ameryk, w tym do Kalifornii, przynosząc ze sobą wiele elementów kultury japońskiej. Jednym z nich było sushi. Zaczęto jednak dopasowywać tę potrawę do gustów amerykańskich i wkrótce opracowano kilka rodzajów, które stały się popularne po II wojnie światowej. Pierwszym z nich było California Roll (California maki), rodzaj maki-zushi składającego się z ogórka, awokado i mięsa kraba lub jego imitacji (surimi, zmielone białe mięso ryb). Jest ono sporządzane jako ura-maki (maki-zushi z ryżem na zewnątrz). Istnieją różne opinie i teorie na temat twórcy i początków tej potrawy, ale najczęściej wymienia się dwa nazwiska:
- Ichirō Mashitę, szefa kuchni restauracji w Los Angeles w latach 60. XX wieku. Ze względu na brak tłustego tuńczyka zastąpił go awokado z jego oleistą konsystencją, a płatki nori umieścił wewnątrz, gdyż goście usuwali je, sądząc, że są niejadalne;
- Hidekazu Tōjō, szefa z Vancouver, który utrzymuje, iż to on stworzył w 1974 roku Tojo Roll, bardzo podobne do California Roll i z tych samych powodów: niechęci klientów do surowych ryb i wodorostów. Natomiast nie kwestionuje się, iż to on jest twórcą kanadyjskiego przysmaku o nazwie B.C. Roll (British Columbia), rodzaju maki-zushi składającego się z ryżu, grillowanego łososia (lub grillowanej skórki łososia) i ogórków[12].

W ślad za powyższymi zmianami powstały w późniejszych latach inne warianty, jak np.: Philadelphia Roll, Alaskan Roll, Spider Roll, Rainbow Roll.

## Galeria

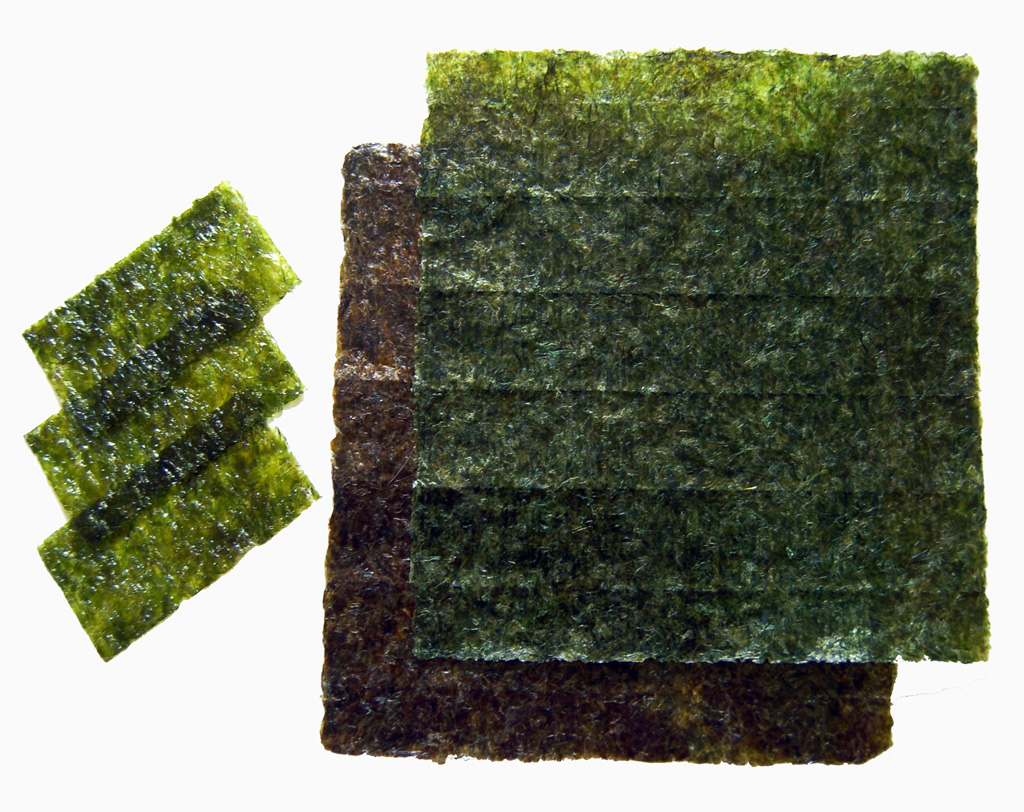
Nori
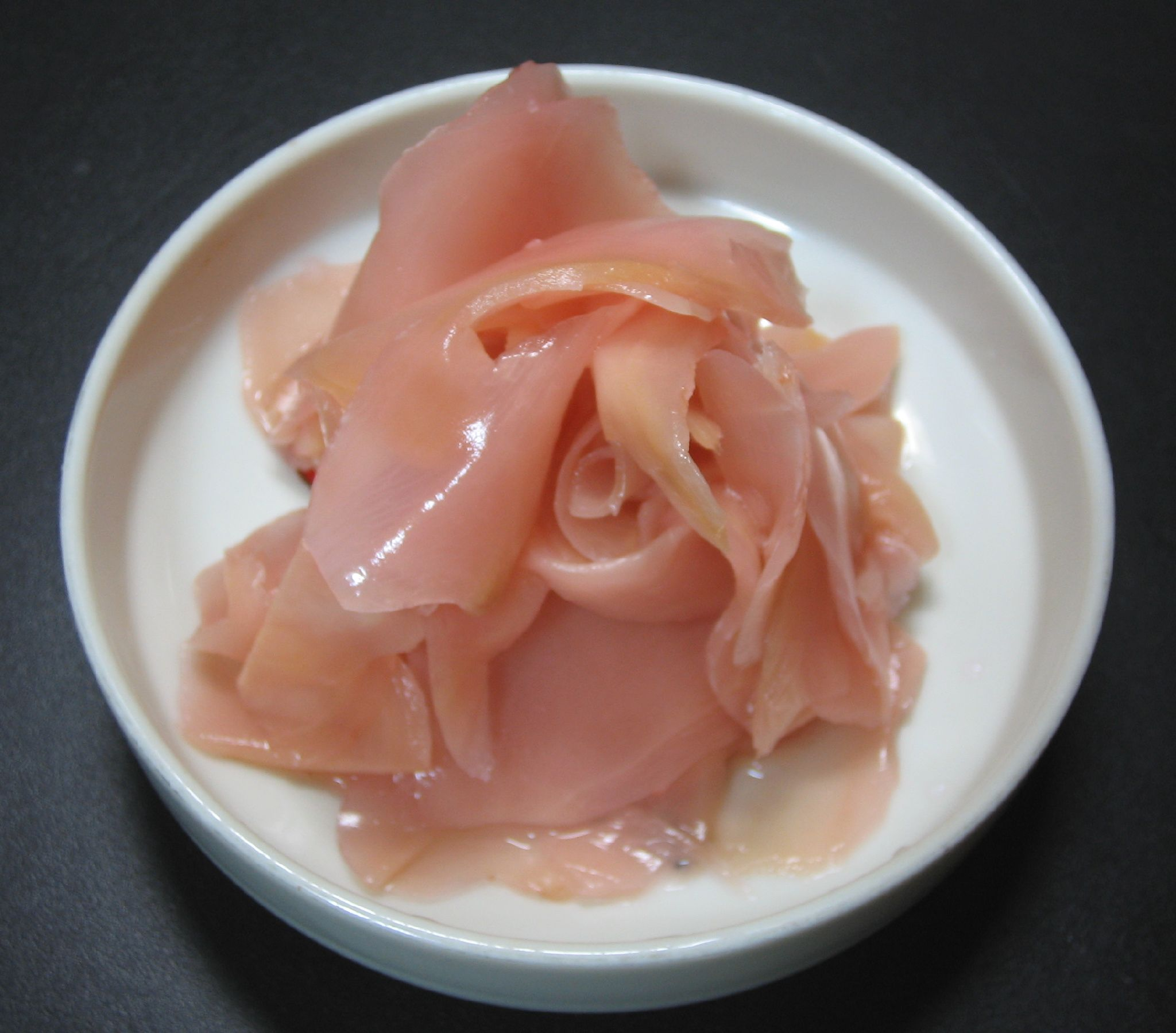
Gari
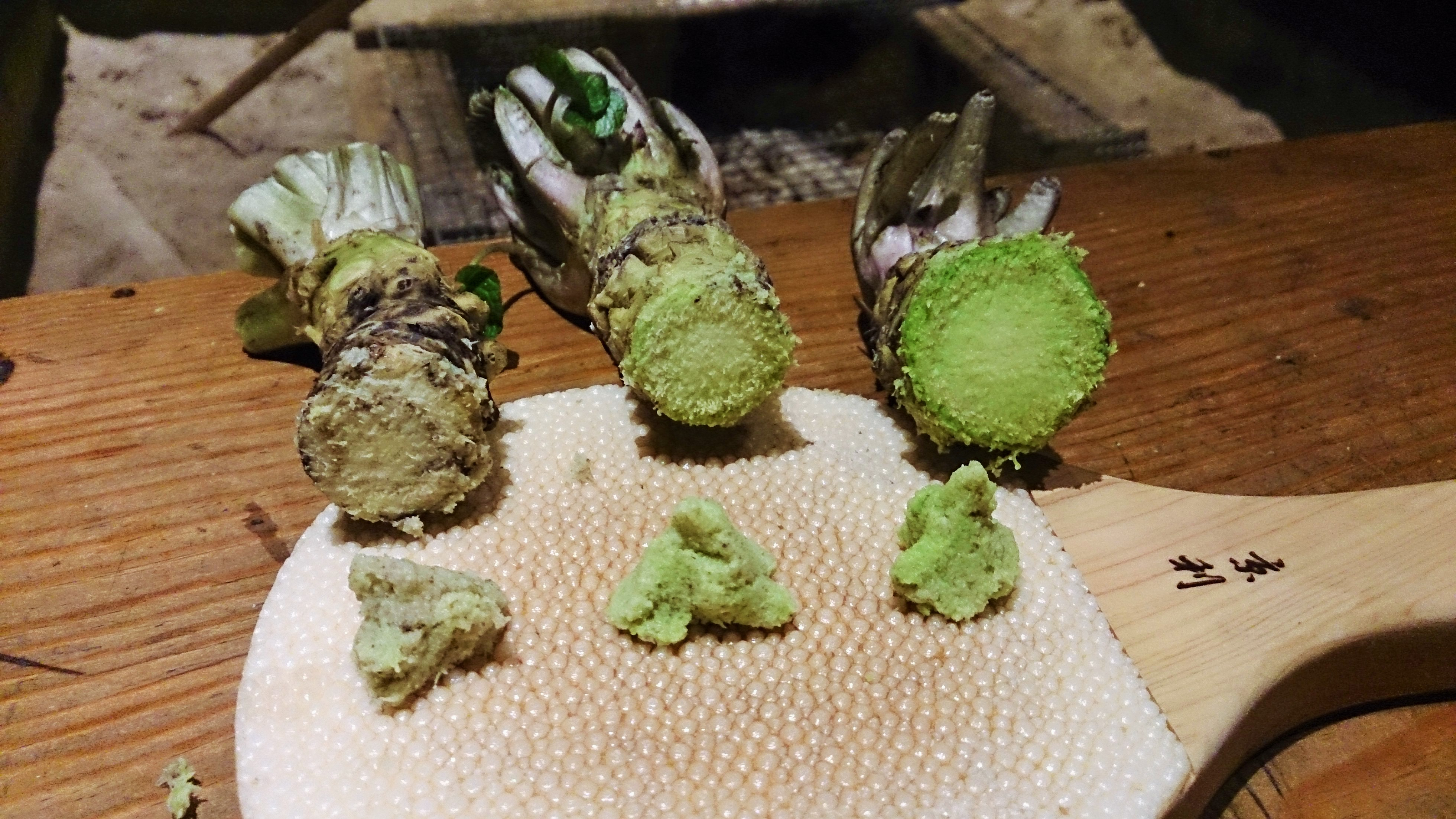
Wasabi
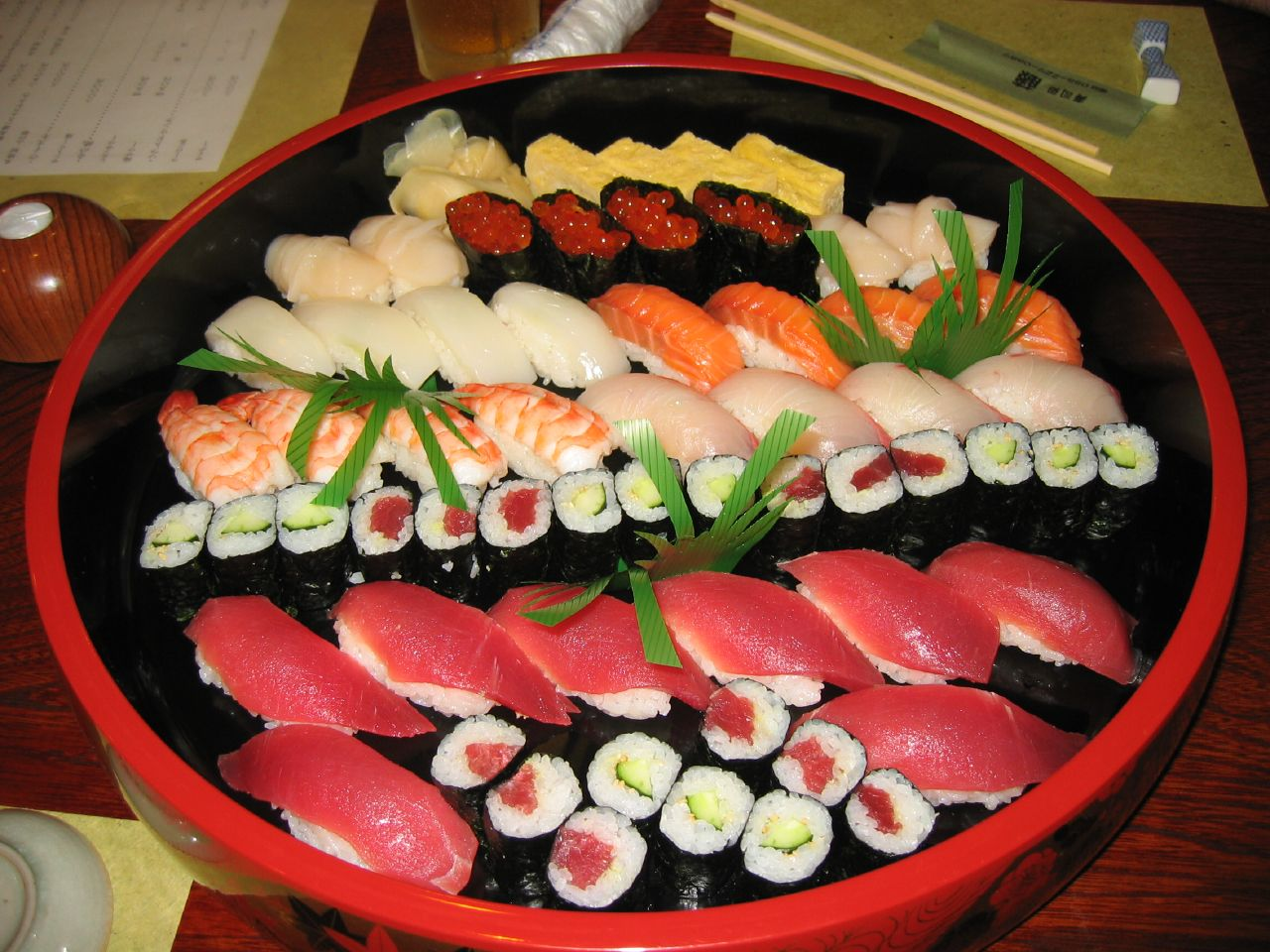
Sushi na wynos
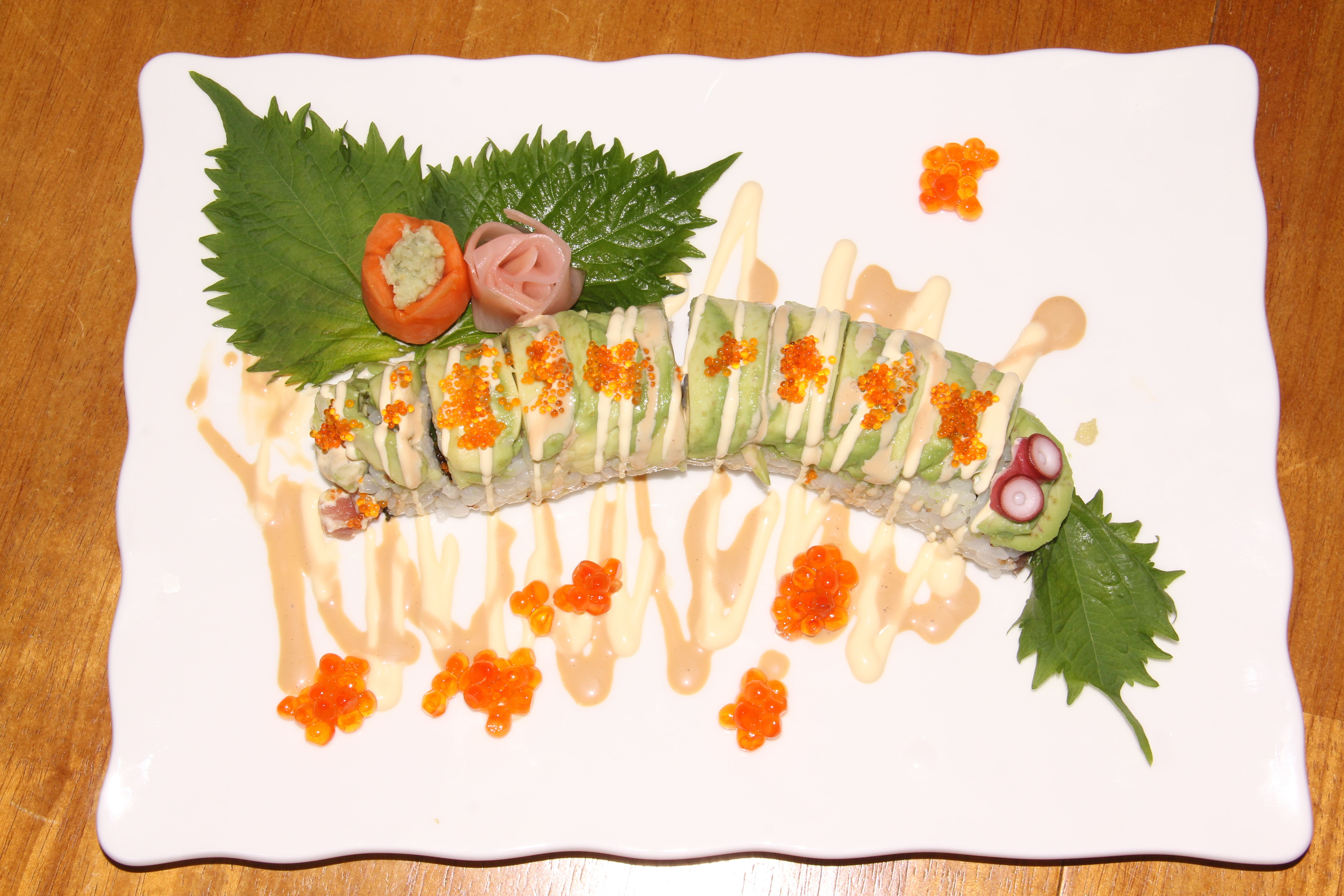
Zachodnia wersja sushi Caterpillar Roll